# Касимово (аеродром)
Касимово — колишня авіабаза в Ленінградській області Росії, розташована 30 км на північ від Санкт-Петербурга поблизу села Касимово. Це покинутий військовий аеродром другого класу.
Зображення Google Earth показують, що злітно-посадкову смугу перетинає дорога.
Аеродром використовує авіаспортклуб «Звезда» і федерація парашутного спорту.

## Історія
У 30-і роки на території існувала грунтова злітно-посадково смуга ТСОАВІАХІМ.
Військовий аеродром був збудований за п'ять місяців, 9 вересня 1941 року. У роки Німецько-радянської війни на цьому аеродромі базувалися 174-й штурмовий та 153-й винищувальний авіаполки. Після війни в 1960-х роках на аеродромі базувалася ескадрилья тактичної розвідки на літаках МіГ-15, на початку 1980-х років там базувалася 93-тя окрема змішана авіаескадрилья 30-го гвардійського армійського корпусу  (літаки Ан-2, Ан-14, вертольоти Мі-1 2, наприкінці 1980-х до них додалися гелікоптери Мі-8 і Мі-24). Ця ескадрилья в 1993 році злилася зі 172-м окремим вертолітним полком, виведеним з Німеччини. Ним командував Герой Радянського Союзу Майданов. В 1998 полк розформували, залишилася 714-та база зберігання, але в 2002 її розформували.